# Математичка физика
Математичка физика је област физике у којој се помоћу развоја математичких метода и креирањем математичких модела проучавају физичке појаве.
Решавање проблема у математичкој физици се заснива на теорији диференцијалних једначина која укључује и сродне области - интегралне једначине и варијациони рачун, а затим теорије функција, функционалну анализу, теорије вероватноће, приближне методе и нумеричку математику.
Први математички физичар је био Кристијан Хајгенс.

## Историјат
Математичка физика је почела да се развија у XVIII веку, паралелно са развојем физике и математике под утицајима Исака Њутна, Вилхелма Лајбница и осталих.
На крају XVIII века, захваљујући Њутну и Лајбницу, откривен је диференцијални и интегрални рачун, а Њутн је формулисао и основне законе класичне механике, као и универзални закон гравитације, што је било кључно за интензивнији развој математичке физике.
У XVIII веку, математичка физика је проучавала осцилације струна и греда, проблеме акустике и хидродинамике. Захваљујући Даламберу, Лагранжу, Ојлеру, Бернулију и Лапласу, у то време су постављене и основе аналитичке механике, што је постао још један предмет проучавања математичке физике.
У XIX веку, у проблеме којима се бавила математичка физика укључени су и проблеми топлотне проводљивости, дифузије, еластичности, оптике, електродинамике и нелинеарних таласних процеса.
У XX веку у математичку физику су уведени и проблеми квантне физике и теорије релативности, а такође и нови проблеми гасне динамике, физика плазме и преноса честица.
Са појавом рачунара значајно је повећан број математичких модела који су се могли анализирати, a појавила се и могућност постављања рачунарских експеримената и симулација реалних физичких процеса.
Оснивачи модерне математичке физике су Давид Хилберт, Херман Вејл и Џон вон Нојман.

## Подела
Развојем теоријске физике и савремене математике настајале су квалитативно нове класе модела савремене математичке физике које одређују гране математичке физике:
- Геометријски развијене формулације класичне механике
- Парцијалне диференцијалне једначине
- Квантна теорија
- Релативност и квантне теорије релативности
- Статистичка механика